# Œuvres complètes de Freud / Psychanalyse

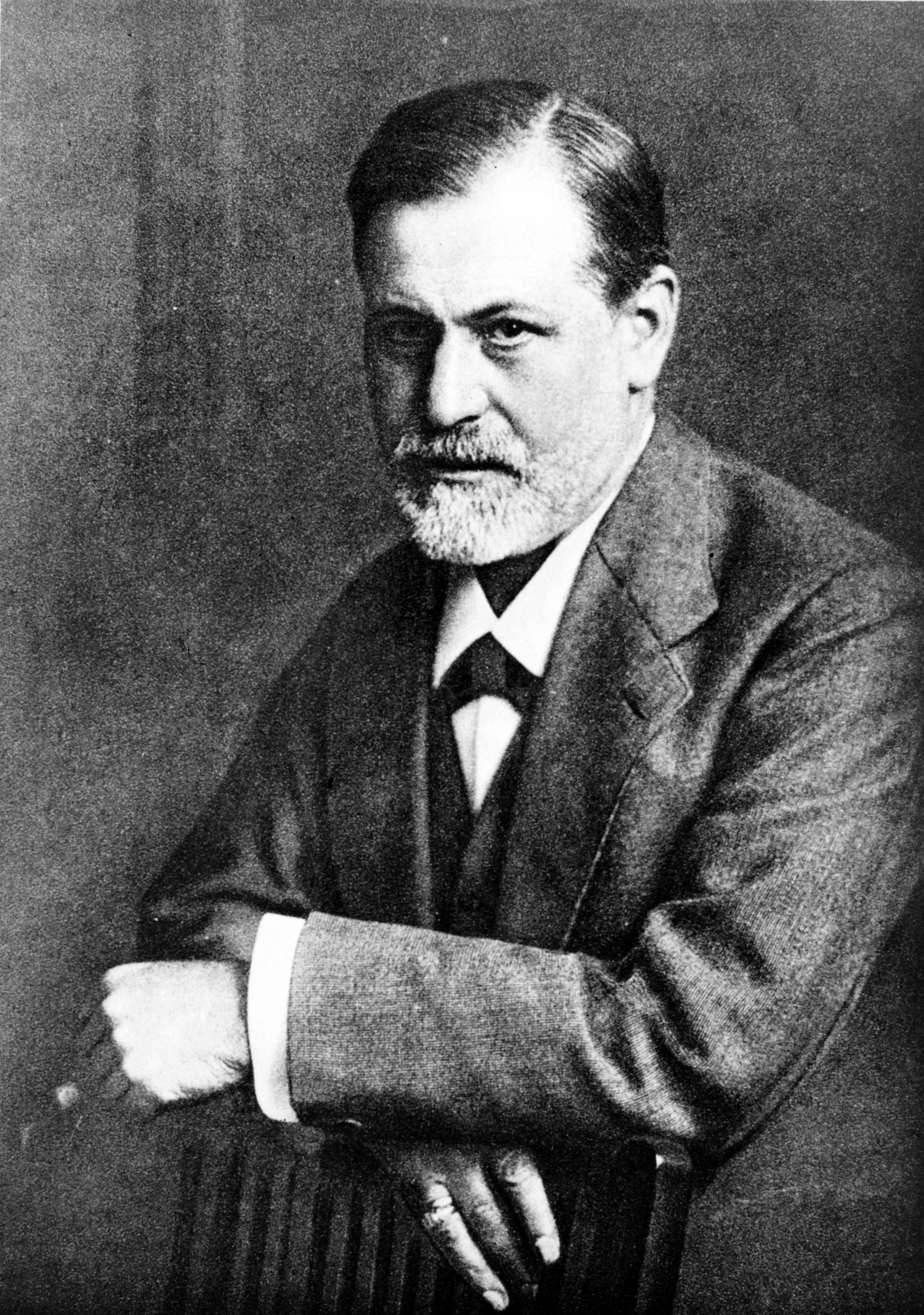
Sigmund Freud par Max Halberstadt, 1909

Les Œuvres complètes de Freud / Psychanalyse — OCF.P  sont la première édition historico-critique en France des œuvres complètes de Sigmund Freud en psychanalyse traduites en français. Elles constituent une collection des Presses universitaires de France. Ces nouvelles traductions résultent du travail de traduction collective de plusieurs spécialistes germanistes et freudologues, sous la direction scientifique de Jean Laplanche entouré d'une équipe éditoriale. Les OCF.P comportent 21 volumes, dont la publication s'étend de 1988 à 2019. Depuis 2010, les Puf présentent une édition de poche des OCF.P, dans la collection « Quadrige », où figurent les textes les plus connus de Freud.
Les Œuvres complètes de Freud / Psychanalyse ont suscité, dès l'origine, des critiques et des controverses centrées sur la volonté assumée des auteurs de restituer l'allemand de Freud en version française. 

## Histoire
L'éditeur présente la nouvelle collection des Œuvres complètes de Freud / Psychanalyse des PUF par ces mots : « Le projet de publication des Œuvres complètes de Freud / Psychanalyse (OCF-P) est né de la volonté de proposer pour la première fois en France l’intégralité des textes freudiens dans une nouvelle traduction, cohérente d’un volume à l’autre et totalement fidèle à la langue freudienne ». La « structure de pilotage » des futures OCF.P est mise en place dès 1984 par André Bourguignon, Jean Laplanche et Pierre Cotet. 
Dans l'index général (vol.21) publié en janvier 2019 et établi par François Robert, celui-ci rappelle que la publication des « vingt volumes des OCF.P […] s'est étendue sur plus de vingt-cinq ans » : le premier volume, numéroté XIII (vol. 13 : 1914-1915), qui contient, entre autres, le célèbre cas de L'homme aux loups et les trois grands textes de la Métapsychologie freudienne (« Pulsions et destins des pulsions », « Le refoulement », « L'inconscient»), paraît en 1988,. Le vingtième et dernier volume des traductions proprement dites, numéroté I (vol. 1 : 1886-1893), paraît en octobre 2015. L'achèvement de la traduction des OCF/P est célébré à Paris le 4 novembre 2015.

### Négociations éditoriales et mise en place

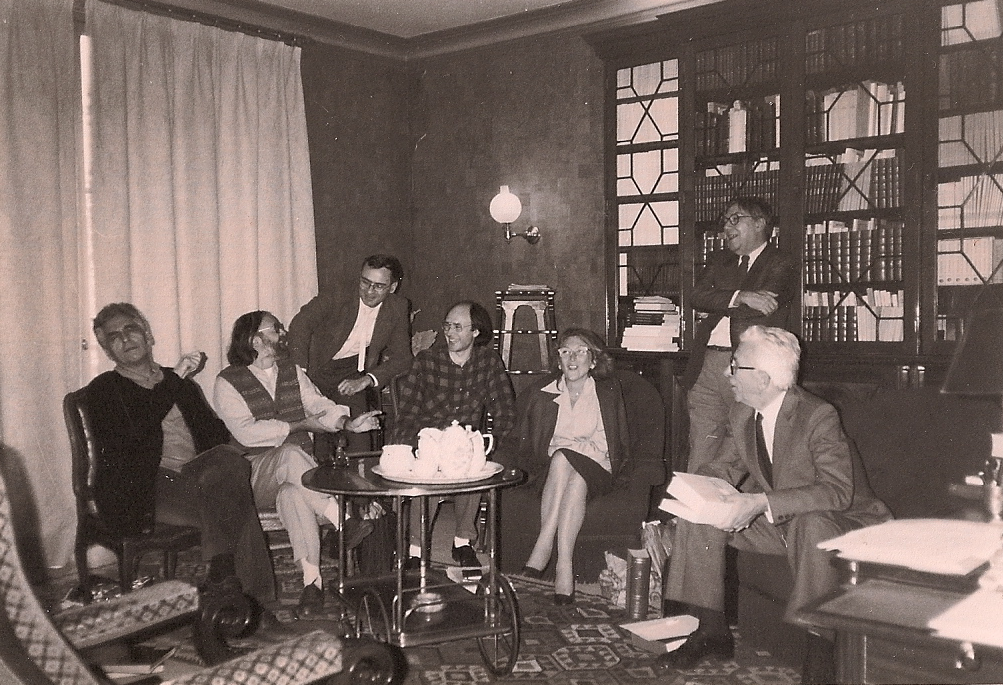
Équipe éditoriale des Œuvres complètes de Freud, séance de travail chez Jean Laplanche.

La nouvelle traduction française des œuvres complètes de Freud commence en 1988, à la suite de négociations entre plusieurs éditeurs et des psychanalystes français, qui remontent aux années 1960 : « L'entreprise a patiné au démarrage quand, en Angleterre, la Standard Edition de James Strachey faisait autorité. Au début des années 1960, les trois éditeurs  de Freud négocient pour la publication des œuvres complètes et un comité scientifique est constitué en 1966. »
Les Puf ont signé un contrat d'exclusivité avec S. Fischer Verlag en Allemagne et ont également acquis le droit d'utiliser l'apparat critique de la Standard Edition. Jean Laplanche (1924-2012) en est le directeur scientifique. Les directeurs de publication sont au départ André Bourguignon (1920-1996) et Pierre Cotet. François Robert, spécialiste en traductologie, est co-responsable avec Jean Laplanche de la « Terminologie ». Janine Altounian « veille à l’harmonisation des textes ». Alain Rauzy « a en charge tout l’apparat critique et vérifie les — nombreuses — notes de bas de page », tandis que François Robert s'occupe du Glossaire et index,.

### Un travail d'équipe

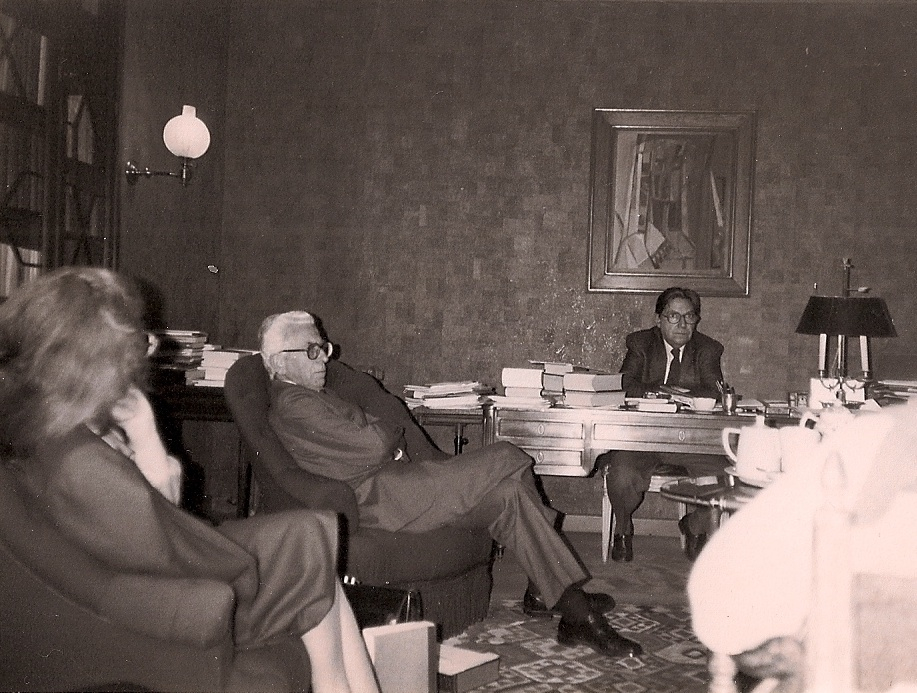
Équipe éditoriale, chez Jean Laplanche

Cette première édition aux PUF des Œuvres complètes de Freud en français est le résultat d'un travail d'équipe. Les OCF.P résultent en effet d'un travail de traduction collective : les noms respectifs des traducteurs sont indiqués au début de chaque volume publié. Toutes les traductions des OCF.P sont vérifiées en dernier lieu pour chaque volume par une « Équipe de révision ».
Les traducteurs se réunissent chaque semaine. En 2010, Laplanche, âgé de 85 ans, s'étant retiré à Pommard, « deux après-midi par semaine, il confère en vidéoconférence avec Janine Altounian. Quatre pages d'allemand sont relues à chaque séance, à partir des brouillons remis par l'équipe de traducteurs […] Un travail de longue haleine pour arriver à offrir pour la première fois en France l'intégralité du texte freudien dans une traduction scientifique ».
En 2010, « Les maisons d'édition se ruent sur l'œuvre de Freud désormais libre de droits », titre en première page le journal Libération dans son numéro du 2 et 3 janvier 2010. D'autres éditions et traductions des œuvres de Freud paraissent ainsi, depuis 2010, chez d'autres éditeurs. Le passage de Freud dans le domaine public n'inquiète pas Jean Laplanche qui estime qu'en additionnant tous les éditeurs, Freud « était déjà dans le domaine public ». Les Puf présentent en 2010 une édition de poche, dans la collection « Quadrige », des principaux textes des OCF.P, préfacés par un(e) spécialiste, membre ou non de l'équipe de traduction. La cohérence entre les deux éditions OCF.P et « Quadrige » est assurée par Alain Rauzy.

### Traduire Freud
Dans le volume Traduire Freud en 1989, André Bourguignon, Pierre Cotet, Jean Laplanche et François Robert exposent les orientations scientifiques et techniques de cette traduction des œuvres complètes de Freud en psychanalyse.
C'est un esprit « allemand » qui inspire en partie les nouvelles traductions, dont l'exigence vise également à inscrire la traduction des textes de Freud et la psychanalyse plus avant dans la recherche scientifique : « À la lumière des discussions approfondies qui agitèrent l'Allemagne à l' "époque romantique", et quelles que soient les importantes différences entre Herder, Goethe, Schlegel, Novalis, Hölderlin, Humboldt ou Schleiermacher, ce qui ressort, d'une façon générale, c'est que "la théorie allemande" de la traduction se construit consciemment contre les traductions "à la française" ».

### Index général
Le volume XXI contenant l'index général paraît en janvier 2019 chez PUF / Humensis. Il est établi par François Robert, co-responsable avec Jean Laplanche de la Terminologie dans les OCF.P. Il renvoie aux vingt volumes de traductions édités entre 2008 et 2015.
Précédé d'une bibliographie de Freud et d'une bibliographie générale, le vol. 21 Index général « rassemble, réorganise et complète » les index des vingt précédents volumes. En plus de l'index des noms propres et de l'Index des matières, il comporte « plusieurs index spécialisés : index des rêves, des opérations manquées et des traits d’esprit, des cas, des comparaisons, des symboles, des citations, des locutions et proverbes, ainsi qu’un index géographique et un index des peuples et tribus ». Le terme allemand correspondant, qui suit de nombreuses entrées, laisse « apparaître les inflexions et les variations dans la langue et la pensée de Freud ».

### Les Œuvres complètes de Freud / Psychanalyse aux P.U.F.

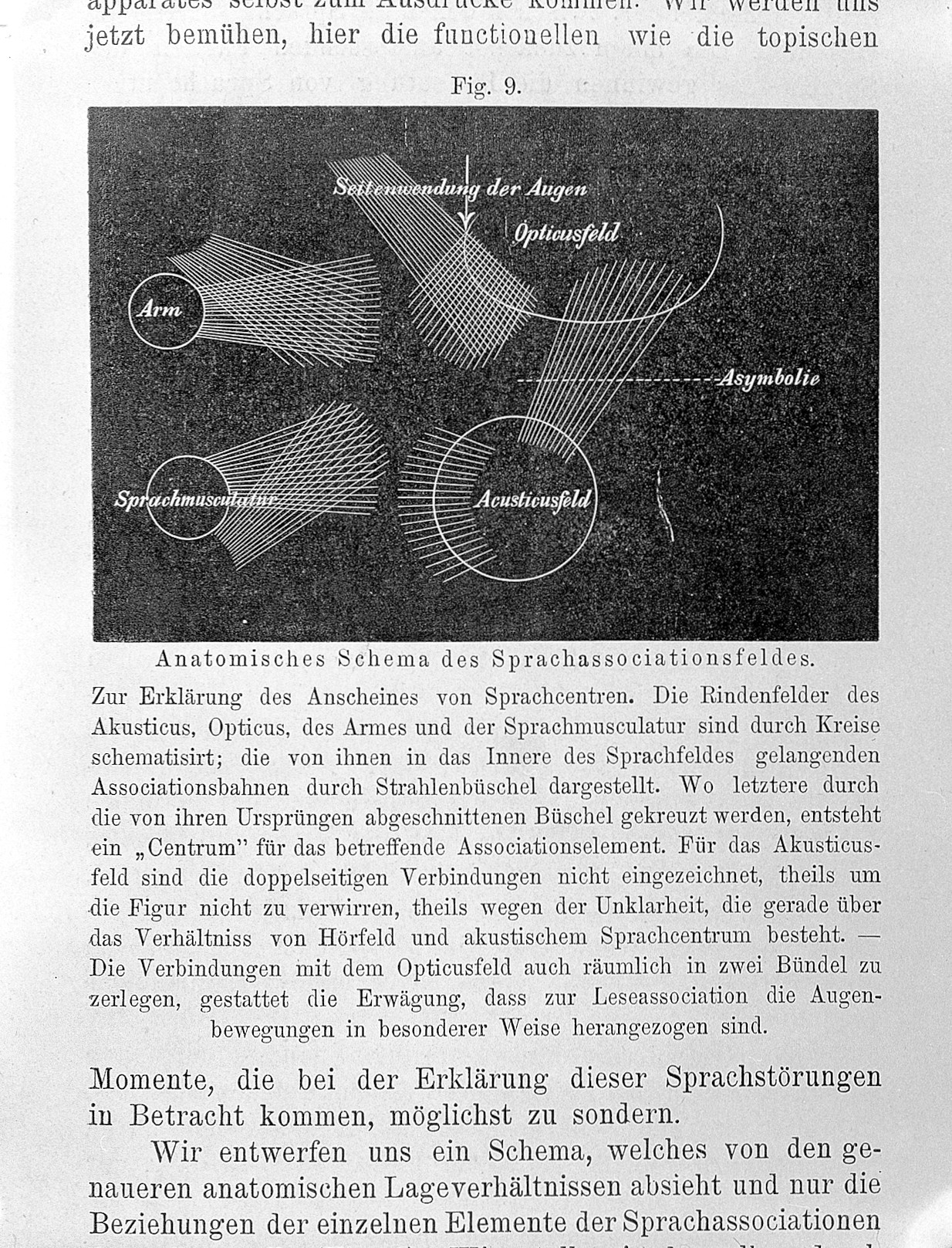
Sur la conception des aphasies (Zur Auffassung der Aphasien, 1891), trad. J. Altounian, P. Holler, C. Jouanlanne, A. Rauzy, OCF.P I, PUF, 2015.

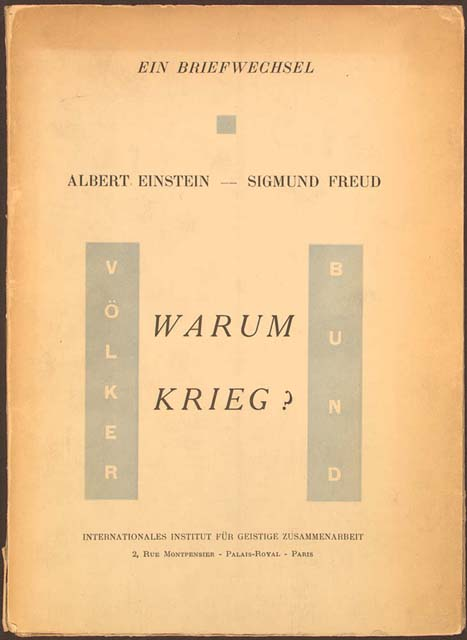
« Pourquoi la guerre ? » (Warum Krieg?, Paris, 1933), trad. J. Altounian, A. Bourguignon, P. Cotet, A. Rauzy, OCF.P XIX, 1995.